# Епархия Лояна
Епархия Лояна (лат. Dioecesis Loiamensis) –  епархия Римско-Католической церкви c центром в городе Лоян,  Китай. Епархия Лояна входит в митрополию Кайфэна. Кафедральным собором  епархии Лояна является собор Пресвятой Девы Марии.

## История
25 мая 1929 года Римский папа Пий XI издал бреве Nobis ex alto, которым учредил апостольскую префектуру Лояна, выделив её из апостольского викариата  Чжэнчжоу (сегодня – Епархия Чжэнчжоу).  Руководство апостольской префектуры было Святой Престол поручил священникам из монашеской конгрегации «Благочестивое общество святого Франциска Ксаверия для заграничных миссий». 
28 января 1935 года Римский папа Пий XI выпустил буллу Succrescente in dies, которой преобразовал апостольскую префектуру Лояна в апостольский викариат.  
11 апреля 1946 года Римский папа Пий XII издал буллу Quotidie Nos, которой преобразовал апостольский викариат Лояна в епархию. 
10 сентября 1987 года Святой Престол назначил епископом епархии Лояна Петра Ли Хунъе, который работал в своей епархии в подпольных условиях до 23 апреля 2011 года, когда он скончался во время пасхального богослужения.  

## Ординарии епархии
- епископ Assuero Teogano Bassi (9.01.1930–8.11.1970);
  - Sede vacante (1970–1987)
- епископ Пётр Ли Хунъе  (10.09.1987–23.04.2011).

## Источник
- Annuario Pontificio, Libreria Editrice Vaticana, Città del Vaticano, Ватикан, 2003
- Бреве Nobis ex alto, AAS 21 (1929), стр. 657  (лат.)
- Булла Succrescente in dies, AAS 27 (1935), стр. 427  (лат.)
- Булла Quotidie Nos, AAS 38 (1946), стр. 301  (лат.)